# Koszmosz–16
A Koszmosz–16 (oroszul: Космос 16)  a szovjet Koszmosz műhold-sorozat tagja. Katonai felderítő műhold.

## Küldetés
A Vosztok-program előkészítését segítette, a négy, majd nyolcnapos programot 10 napra bővítették.

## Jellemzői
Az OKB–1 tervezőirodában kifejlesztett műhold. A Zenyit–2 ember szállítására fejlesztett űreszköz, hasznos terében helyezték el a műszereket.
1963. április 28-án a Bajkonuri űrrepülőtér indítóállomásról egy Vosztok–2 (8A92) rakétával juttatták alacsony Föld körüli pályára. A 90,4 perces, 65,2 fokos hajlásszögű, elliptikus pálya elemei: perigeuma 388 kilométer, apogeuma 194 kilométer volt. Hasznos tömege 4730 kilogramm. A sorozat felépítését, szerkezetét, alapvető fedélzeti rendszereit tekintve egységesített, szabványosított tudományos-kutató űreszköz. Áramforrása kémiai akkumulátor, szolgálati ideje maximum 10 nap.
A Föld felső atmoszférája fontos szerepet játszik a felszíni és a műholdas kommunikációban és navigációban, sűrűsége befolyásolja az alacsony Föld körüli pályán (LEO) keringő műholdak élettartamát. A fedélzeten elhelyezett rádióadók által sugárzott jelek fáziskülönbségének méréséből következtetéseket lehetett levonni az ionoszféra szerkezetéről. Az éjszakai ionoszféra F-rétege magasságbeli és kiterjedésbeli inhomogenitásainak mérése a 20 MHz-es fedélzeti adó jeleinek fluktuációváltozásaiból történt. Kamerái SZA-10 (0,2 méter felbontású), SZA-20 (1 méter felbontású) típusú eszközök voltak.
1963. május 8-án földi parancsra belépett a légkörbe és hagyományos módon – ejtőernyős leereszkedés – visszatért a Földre.